# Ли Бон Сик
Ли Бон Сик, другой вариант — Ли Бон-Сик (14 января 1926 года, деревня Ворошиловка, Сучанский район, Владивостокский округ, Дальневосточный край — 2000 год) — звеньевой колхоза «Правда» Верхне-Чирчикского района Ташкентской области, Узбекская ССР. Герой Социалистического Труда (1951).

## Биография
Родился в 1926 году в крестьянской семье в деревне Ворошиловка Сучанского района (сегодня — Партизанский район).
В 1937 году вместе с родителями депортирован на спецпоселение в Ташкентскую область, Узбекская ССР. В 1942 году получил неполное среднее образование, окончив 6 классов неполной средней школы в колхозе «Правда» Верхне-Чирчикского района. После школы трудился рядовым колхозником в этом же колхозе. В 1943 году призван на трудовой фронт. Работал на лесозаготовках в Ухте Коми АССР.
В 1946 году возвратился в колхоз «Правда» Верхне-Чирчикского района, где продолжил трудиться рядовым колхозником, звеньевым, бригадиром полеводческой бригады, бригадиром по кормодобыче, бригадиром технических культур, заведующим участком.
В 1950 году звено Ли Бон Сика получило в среднем по 102,8 центнеров зеленцового стебля кенафа с каждого гектара на участке площадью 17,5 гектаров. Указом Президиума Верховного Совета СССР от 17 июля 1951 года удостоен звания Героя Социалистического Труда с вручением ордена Ленина и золотой медали «Серп и Молот».
В 1951 году вступил в КПСС. В 1957 году участвовал в VI Всемирном фестивале молодёжи и студентов в Москве.
Персональный пенсионер союзного значения.
Скончался летом 2000 года. Похоронен на кладбище бывшего колхоза «Правда» (сегодня — фермерское хозяйство «Гулистан» Юкарычирчикского района).
Награды
- Герой Социалистического Труда
- Орден Ленина
- Орден Трудового Красного Знамени (1954)
- Медаль «За доблестный труд в Великой Отечественной войне 1941—1945 гг.»
- Медаль «За трудовую доблесть» (1953)
- Медаль «В ознаменование 100-летия со дня рождения Владимира Ильича Ленина»